# Čas budoucí (Star Trek: Enterprise)
Čas budoucí (v anglickém originále Future Tense) je epizoda seriálu Star Trek: Enterprise. Jde o šestnáctý díl druhé řady pátého seriálu ze světa Star Treku.

## Děj
Enterprise narazí ve volném vesmíru na neznámou, osaměle plující loď. Při podrobném průzkumu je uvnitř nalezen mrtvý muž lidského původu.
Podle Archerovy spekulace by mohlo jít o Zeframa Cochrana, který, jak se v té době věřilo, odletěl v experimentálním plavidle neznámo kam. Pak ovšem Phlox zjistí, že cizincova DNA je pozměněná: jedním z jeho předků byl Vulkánec a kromě toho má v sobě sekvence nukleotidů Tereliánců a mnoha dalších druhů. To je ovšem vyloučené, protože lidé neznají Vulkánce tak dlouho. Jediným logickým vysvětlením je, že neznámý pochází z budoucnosti. Mezitím Trip a Malcolm zkoumají vrak: plavidlo využívá organických obvodů a také jeho vnitřní rozměry neodpovídají vnějším, protože jsou mnohem větší. Uvnitř najde Trip tajemný přístroj, který vezme do strojovny k prozkoumání. V té době se z warpu vynoří sulibanská loď, jejíž velitel žádá okamžité vydání vraku. Archer odmítne, ale sulibanské plavidlo je příliš slabé a Enterprise ho po krátké přestřelce odrazí. Archer poté zamíří k vulkánské lodi Tal'Kir tři dny cesty vzdálené. Kapitán v doprovodu T'Pol otevře zapečetěnou Danielsovu kajutu a najde v databázi loď, kterou má na palubě. Bude vyrobena za 900 let v budoucnosti a na palubě má časový pohon. Kdyby ji Sulibané získali, mohli by ovlivnit Časovou studenou válku a celou budoucnost. Mezitím se k Enterprise blíží jiná neznámá loď, kterou T'Pol identifikuje jako tholianskou. Také tento druh chce loď z budoucnosti pro sebe, naštěstí zaberou kapitánovy výhrůžky, že plavidlo radši zničí, než by ho vydal. Tholiané odletí a cesta k Tal'Kiru pokračuje, jenže Tripovi a Malcolmovi se stále nedaří nalézt způsob, jakým tajemný aparát z lodi funguje. Alespoň zjistí, že jde pravděpodobně o vysílač nebo nouzový maják a po připojení energie může fungovat. Při těchto výzkumech ovšem zažijí podivnou příhodu, kdy se jedna a tatáž situace opakuje dvakrát za sebou jako jakási časová smyčka. Tři minuty před setkáním s Tal'Kir Enterprise dožene skupina sulibanských lodí. Sulibané mají převahu, ale Enterprise je stačí na chvíli odrazit a úspěšně dorazí na místo setkání. Zde posádka zažije menší šok, protože vulkánská loď je těžce poškozena a nemůže jim pomoci. Za útokem na Tal'Kir ovšem stojí Tholiané, kteří se vzápětí vrhnou na přilétající Sulibany a dojde mezi nimi k prudké přestřelce. Warp pohon Enterprise je mimo provoz, takže se Trip snaží zprovoznit nouzový vysílač z budoucnosti. Kapitán Archer s Malcolmovou pomocí nainstaluje do vraku odjištěné torpédo, aby ho mohl později na dálku odpálit. Přitom se několikrát ocitnou v časové smyčce, která jim pomůže práci urychlit. Tholiané zvítězí a odvážejí si vrak vlečným paprskem. Malcolm se snaží odpálit torpédo, ale hlavice byla mezitím zneškodněna. Na druhou stranu se Tripovi podaří pomocí artefaktu vyslat signál a loď, mrtvý cizinec i všechny artefakty náhle zmizí. Tholiané na nic nečekají a odletí.
Enterprise pomáhá s opravami Tal'Kiru. Kapitán Archer při rozhovoru s T'Pol nadhodí myšlenku, že si v budoucnosti lidé a Vulkánci budou "vyměňovat chromozomy". Podle T'Pol je pravděpodobnější, že Vulkánské vrchní velení spíš uvěří na cestování časem.